# Partido Ruso
El Partido Ruso (en griego: Ρωσικό Κóμμα), también conocido como el Partido Napista (en griego: κόμμα των Ναπαίων), fue una agrupación informal de líderes políticos griegos, uno de los primeros partidos griegos, que se formó durante el breve período de la Primera República Helénica (1828-1831) y duró hasta el reinado del rey Otón. Las formaciones políticas de aquella época llevaban el nombre de una de las tres grandes potencias que juntas habían resuelto la Guerra de Independencia griega en el Tratado de Constantinopla de 1832. Las tres potencias rivales, el Imperio Ruso, el Reino Unido y la Francia monárquica se unieron para controlar el poder de las otras dos naciones.
El Partido Ruso tenía un poder e influencia considerables, disfrutando de un acceso privilegiado a la Iglesia Ortodoxa, la maquinaria institucional y estatal, los líderes militares y las familias políticas del Peloponeso; pero también fue popular entre una parte importante de la gente común que quería un gobierno centralizado fuerte para aplastar el poder de los ricos navieros y el resto de la clase empresarial griega, que era seguidora al Partido Inglés.

## Historia
El partido ruso tenía más bases filosóficas que los otros dos partidos. Representaba costumbres y elementos más conservadores en la sociedad griega y se consideraba que apoyaba más a la primacía de la iglesia ortodoxa en la vida civil. Recibió el apoyo religioso y de varios comandantes militares; pero su mayor fuerza eran las familias ricas y notables del Peloponeso, que gozaban de una entrada privilegiada a la maquinaria estatal. Ioannis Kapodistrias, quien se había desempeñado anteriormente como canciller en el gobierno ruso, fue elegido como gobernador del recién independizado estado griego en 1827. Su apoyo provino de los representantes rusos en Grecia y de aquellos griegos que querían relaciones más cercanas con su país hermano ortodoxo. Poco después, esta agrupación de partidarios se convirtieron en el primer partido moderno del país, llamándose Partido Ruso.
Mientras tanto, el gobierno de Kapodistrias y los intentos de centralizar el gobierno alienaron a varios de sus compañeros líderes, la mayoría de los cuales nacieron en las regiones griegas y habían luchado para liberar al país del dominio otomano, comenzaron a conformarse en un partido francés y un partido inglés, los cuales se convirtieron en sus rivales. Finalmente, las rivalidades entre las facciones llevaron al asesinato de Kapodistrias. Después de una era de guerra civil, el rey Otón fue elegido y designado por las tres grandes potencias para convertirse en rey de Grecia en 1833. Durante el primer período de la nueva monarquía, los tres partidos se mantuvieron activos, aunque Otón era un monarca absoluto.
Cuando Otón llegó a Grecia, era menor de edad y después se estableció un consejo de regencia que gobernaba en su nombre, conformado por tres bávaros. El jefe del Consejo, Josef Ludwig von Armansperg, era un bávaro liberal y se le percibía como una figura hostil al Partido Ruso.

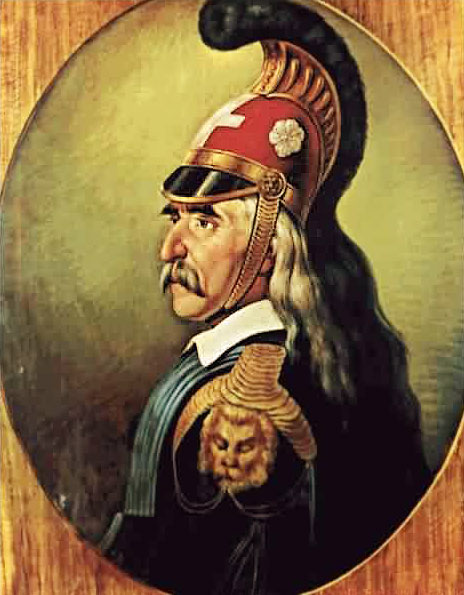
Theodoros Kolokotronis, un líder político clave en el Partido Ruso en la década de 1830

En 1833, los líderes del Partido Ruso, incluidos Theodoros Kolokotronis, su hijo Gennaios y Kitsos Tzavelas, se vieron implicados en un complot para buscar la influencia de Rusia para retirar a Von Armansperg y permitir que Otón gobernara sin un regente. Ellos fueron arrestados y encarcelados, aunque finalmente fueron liberados. Sin embargo, los líderes del Partido Ruso ya estaban fuera de poder e influencia en comparación con los otros partidos hasta 1837.
Después de este período de declive, la posición de liderazgo se instaló en Gennaios Kolokotronis, Andreas Metaxas y Konstantinos Oikonomos. El joven Kolokotronis sirvió como ayudante de confianza del rey Otón y comenzó a rehabilitar la posición del Partido Ruso en la Corte real.
Una vez que Otón se libró de la influencia de sus regentes, comenzó a favorecer políticamente tanto a Kolokotronis como a Tzavelas y el período entre 1838 y 1839 fue visto como una era de crecimiento rusa.